# 洞察
| ウィキペディアには「洞察」という見出しの百科事典記事はありません（タイトルに「洞察」を含むページの一覧/「洞察」で始まるページの一覧）。 代わりにウィクショナリーのページ「洞察」が役に立つかもしれません。 |